# Agrilus peninsularis
Agrilus peninsularis é uma espécie de inseto do género Agrilus, família Buprestidae, ordem Coleoptera.
Foi descrita cientificamente por Van Dyke, 1942.